# Escales (bande dessinée)
Pour les articles homonymes, voir Escales.
Escales est une série de bande dessinée écrite par Jean-François Kierzkowski et dessinée par Mathieu Ephrem, publiée aux éditions Paquet.

## Synopsis
Les albums, indépendants les uns des autres, se déroulent dans des ports différents. L’escale d’un navire est à chaque fois l’occasion de se plonger dans l’atmosphère de l’époque, les marins ou les passagers vivant des aventures rocambolesques. Dans un style humoristique proche du non-sens, les auteurs dressent une galerie de portraits pittoresque

## Albums
1. Blackburg, 1904 (2005)
2. Hong Kong, 1926 (2006)
3. New York, 1955 (2008)

## Éditeur
- Paquet : tomes 1 à 3 (première édition des tomes 1 à 3)